# Franco francoguayanés
El franco francoguayanés o bien franco de Guayana Francesa fue la unidad monetaria intermitente desde 1818 hasta 1825 y de 1846 a 1848, desde 1888 (solo billetes) hasta 1961 y desde 1975 (solo billetes) hasta 2002 de la colonia y luego departamento de ultramar de la Guayana Francesa. Cuando no se acuñaban monedas propias, se usaban las del franco francés. 
Las monedas del franco francés circularon junto con los billetes propios entre 1888 y 1961. Desde este año el papel moneda de las Antillas francesas, emitido para la Guayana Francesa, Guadalupe y Martinica circularon conjuntamente con las series antes mencionadas hasta 1975.

## Billetes
En 1888, el Banco de Guayana presentó billetes de 100 y 500 francos, seguidos por los de 25 francos en 1910. Se emitió papel moneda de emergencia con valores de 1 y 2 francos que fueron impresos entre 1917 y 1919. Luego se sumó el billete de 5 francos en 1922. Nuevamente entre 1942 y 1945 fueron impresos billetes de emergencia con denominaciones de 1 y 2 francos. En 1942 fueron impresos billetes de 1000 francos
En 1941, la Caisse Centrale de Francia Libre (Caja Central de la Francia Libre) empezó a emitir papel moneda, en denominaciones de 100 y 1000 francos. Estos fueron seguidos, en 1944, por billetes similares en las mismas denominaciones emitidas por la Caja Central de la Francia de ultramar (Caja Central de Ultramar). En 1947, la Caja Central de la Francia de ultramar se hizo cargo de la emisión de todo el papel dinero e introdujo una nueva serie de billetes en denominaciones de 5, 10, 20, 50, 100, 500, 1000 y 5000 francos. Los billetes emitidos para Guayana Francesa poseían diseños idénticos a los impresos para Guadalupe y Martinica.
En 1961, los billetes de 100, 500, 1000 y 5000 fueron sellados con su valor en nuevos francos: 1, 5, 10 y 50 nuevos francos. El mismo año, una nueva serie de billetes se introdujo con el nombre de Guayana Francesa, Guadalupe y Martinica en ellos. En 1963, el Institut d'emisión des départements d'outre-mer (Instituto de emisiones en los departamentos de ultramar) se hizo cargo de la producción de papel dinero en los tres departamentos, emitieron billetes de 10 y 50 nuevos francos. Estos fueron seguidos en 1964 por billetes de 5, 10, 50 y 100 francos, quitando el texto "nuevos francos".

## Monedas
Sólo se han emitido monedas del franco francoguayanés en el siglo XIX de la ceca de París, con valor de diez céntimos —en reemplazo de la libra de Guayana Francesa— y acuñadas en vellón con fechas en 1818 con las iniciales del rey Luis XVIII, luego pasó a adoptar el nuevo franco de las Colonias Francesas americanas desde 1825 y volvió a acuñar moneda propia en 1846 con las del rey Luis Felipe I, y que circularon hasta la Segunda República francesa en 1848.